# Сфагнум відстовбурчений
Сфагнум відстовбурчений (Sphagnum squarrosum) — вид мохів порядку торфовикальних (Sphagnales).

## Опис
У звичайному вологому стані цей мох має ніжно-зелений колір. Стебла можуть виростати до 20 см, створюючи щільну дернину. Луски гілок трикутні. Стеблові листки повислі чи прямовисні. Форма язикоподібна, кінчик листя широко-округлий або усічений, слабозубчастий. Їх довжина приблизно 2 мм, ширина – 1,4 мм. Листки гілок із заокругленою основою, що обіймає стебло, над якою раптово звужується до місця, що загинається назад, різко виділяючись із гілки. Спори світло-коричневі.

## Поширення. Екологія
Батьківщиною є Європа, Макаронезія, Північна Америка, Азія, Нова Зеландія.
Цей вид зростає на багатому поживними речовинами вологому ґрунті. Типові місця проживання включають ліси, береги струмків і канав. Росте на висотах 0–2300 метрів.